# Мумра
Мумра  (рос. Мумра) — село у Ікрянинському районі Астраханської області Російської Федерації.
Населення становить 2372 особи (2010). Входить до складу муніципального утворення Мумринська сільрада.

## Історія
Населений пункт розташований на території українського етнічного та культурного краю Жовтий Клин. Від 1925 року належить до Ікрянинського району.
Згідно із законом від 6 серпня 2004 року органом місцевого самоврядування є Мумринська сільрада.

## Населення
| 1959 | 1970  | 1979  | 1989  | 2002  | 2010  |
| ---- | ----- | ----- | ----- | ----- | ----- |
| 7886 | ↘6403 | ↘4826 | ↘3911 | ↘2774 | ↘2372 |